# Боевые правила (ролевые игры)
Боевые правила — правила ролевой игры живого действия, регламентирующие боевые взаимодействия игроков.
Боевые правила описывают, какая зона является поражаемой (куда можно наносить удары), какое оружие допускается на игру и каким образом оно классифицируется, какие преимущества дают доспехи.

## Поражаемая зона
Тело человека делится на поражаемую и непоражаемую зоны. Удары в поражаемую зону засчитываются. В непоражаемую — не засчитываются, и игроки должны стараться в неё не бить, чтобы не травмировать противника. Обычно к непоражаемой зоне относят: кисти рук, ступни, пах, голову.
Поражаемая зона может быть единой (все удары в неё засчитываются единым образом) или дифференцированной (удары в разные части тела засчитываются по-разному). Пример: попадание в корпус засчитывается как тяжёлая рана, а в руку — как лёгкая.

## Типы боевых правил
Часто встречающиеся системы боевых правил:
- Хитовая. У каждого персонажа есть некоторое количество хитов (единиц жизни). Доспехи добавляют тем больше хитов, чем они эстетичней и прочней. Оружие снимает тем больше, чем оно эстетичней и тяжелей. Пример: На неодоспешенном персонаже 1 хит. Кольчуга добавляет 2 хита, шлем — 1 хит. Одноручный меч снимает 1 хит. Таким образом, чтобы одноручным мечом убить персонажа в кольчуге и шлеме, нужно нанести не менее 4 ударов в поражаемую зону.

- Пробивная (иногда называется «бесхитовой», что приводит к путанице с «бесхитовой» системой на бугуртах). Персонаж теряет дееспособность от первого же удара, способного пробить броню. Чем совершенней доспех, тем сложнее его пробить. Пример: Кольчуга пробивается мечом, но не пробивается ножом. То есть персонаж с мечом первым же попаданием поражает противника (убивает или наносит тяжёлые раны), а персонаж с ножом не способен причинить ему вред.

- Комбинированная (хитово-пробивная). Аналогична хитовой системе за исключением того, что определённые виды оружия не пробивают доспехи более высокого класса. Так, попадание по кольчуге мечом приведёт к снятию одного хита, а попадание ножа не будет засчитано.

- Анатомическая (т. н. «Чемоданка», «Анатомический чемодан»). Тело разделяется на 2 части, «Корпус» и «Конечности». Понятие «Хита» отсутствует, его заменяет «лёгкая» и «тяжёлая» рана. Сила ранения зависит от уровня доспеха, и уровня оружия которым наносится удар. Оружие и доспехи делятся на классы, в зависимости от уровня пробивания, и уровня защиты. 2 лёгких ранения = 1 тяжёлому. При тяжёлом ранении персонаж теряет сознание (не может сражаться, передвигаться, в некоторых вариантах правил не имеет права разговаривать), по прошествии определённого времени, при отсутствии «лечения» наступает смерть персонажа. Пример, кольчуга, являясь доспехом 2-го класса, снижает пробивание меча (оружия 2го класса) при ударе в корпус до лёгкой раны.
- «Скандинавка» — частичное моделирование реальной раны, то есть после попадания в руку, рука в бою не используется. Соответственно попадание в живот — тяжёлая рана, бой не продолжается.